# Хуя, Пол
Пол Хуя (Уйя) (англ. Paul Huia; род. 1 марта 1983, Онтонг-Джава, Малаита) — футболист из Соломоновых Островов, выступавший на позиции вратаря. Игрок сборных своей страны по футболу, мини-футболу и пляжному футболу.

## Биография
Родился на атолле Онтонг-Джава в провинции Малаита. В школьном возрасте занимался регби, но в 17 лет тренер юношеской сборной по футболу Ноэль Вагапу пригласил его в свою команду, так как в ней не было вратаря.
Впервые принял участие в крупном турнире международного уровня в 2006 году, это был чемпионат мира по пляжному футболу, проходивший в Бразилии. В дебютном матче островитяне сенсационно победили сборную Камеруна (5:2), два следующих матча были проиграны — Уругваю (5:10) и Португалии (2:14). В итоге сборная Соломоновых Островов заняла третье место в групповом турнире и не прошла в следующий этап. Во всех трёх матчах выходил на поле.
В дальнейшем выступал в большом футболе за клубы национального чемпионата — «Анклз» (англ. Uncles FC), «Соломон Уорриорз» (англ. Solomon Warriors Honiara) и «Икс-Бим» (англ. X-Beam Honiara). В составе «Уорриорз» стал двукратным чемпионом страны (2011/12 и 2012/13) и обладателем серебряных медалей (2010/11).
В сентябре 2012 года был вызван в национальную сборную по футболу в качестве запасного вратаря перед матчами отборочного турнира чемпионата мира 2014 с Таити и Новой Зеландией. В матче против Новой Зеландии основной вратарь Самсон Коти получил травму на 43-й минуте при счёте 0:2, и Пол Хуя вышел вместо него. В оставшееся время он пропустил ещё четыре гола, а его команда проиграла 1:6. Этот матч остался единственным для вратаря в составе сборной по большому футболу.
В ноябре 2012 года выступал в составе национальной сборной на чемпионате мира по мини-футболу в Таиланде. В дебютном матче со сборной России островитяне проиграли 0:16, но этот результат можно признать удачным, так как четырьмя годами ранее представители Океании уступили россиянам ещё крупнее (2:31). Во втором матче, со сборной Колумбии (3:11), вратарь был удалён с поля, и в третьей игре, против Гватемалы (4:3) участия не принимал.
По данным FIFA, стал первым в мире футболистом, участвовавшим в официальных матчах чемпионатов мира по трём разновидностям футбола.
В 2016 году также принимал участие в чемпионате мира по мини-футболу, проходившем в Колумбии, выходил на поле во всех трёх матчах своей команды — против Коста-Рики, Аргентины и Казахстана. По окончании турнира принял решение завершить спортивную карьеру.